# Weissia linealifolia
Weissia linealifolia là một loài Rêu trong họ Pottiaceae. Loài này được (Kindb.) Kindb. miêu tả khoa học đầu tiên năm 1897.